# Rotorua Express
Le  Rotorua Express (1854-1959), dit aussi Rotorua Limited (1909-1930), est le premier train à circuler sur la ligne d'Auckland à Rotorua, l'une des grandes artères radiales du réseau ferré Néo-Zélandais. Il est dû à l'impulsion du ministère des chemins de fer néo-zélandais responsable de la planification, de la construction et de l'entretien du réseau ferroviaire du pays.
La particularité du Rotorua Express est d'être le premier train de voyageurs express au monde à être tracté par des locomotives Pacific. Il est à l'origine d'une tendance mondiale, notamment avec des trains comme le 20th Century Limited, l'Orient Express, le Flying Scotsman et bien d'autres, qui adoptent ce type de locomotives en cette époque du XIXe siècle. Les machines du Rotorua Express sont de classes N et Q.

## Histoire

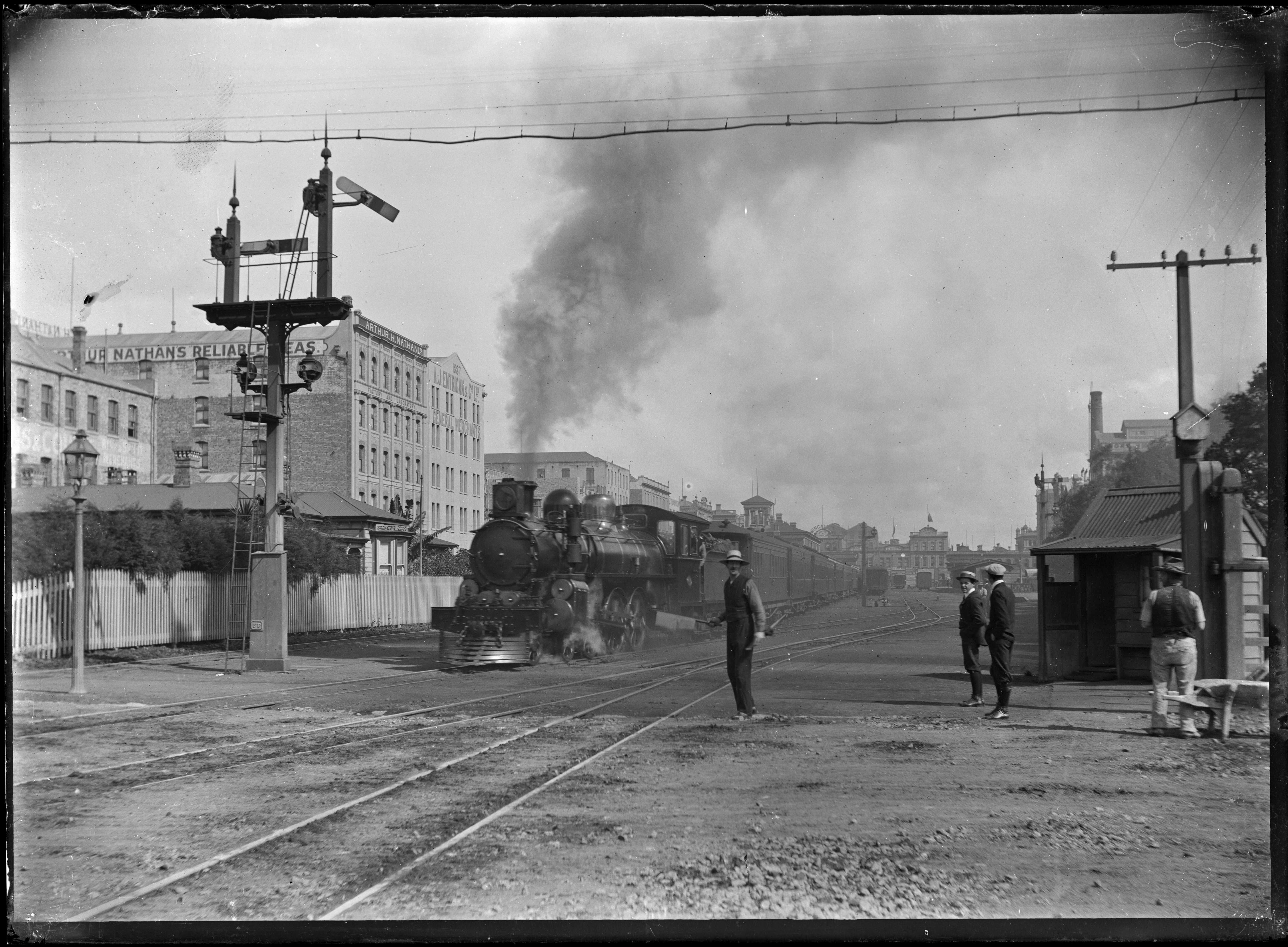
Le Rotorua express au départ d' Auckland en 1909.

Le Rotorua Express est le train qui inaugure la ligne d'embranchement de Rotorua à Auckland, le 8 décembre 1894. Ce premier train est un express tracté par deux locomotives à vapeur de la classe J. Le voyage est d'une durée de plus de huit heures en roulant à une vitesse moyenne de 30 km/h. Une navette régulière est mise en circulation en décembre 1894, entre Rotorua et Auckland. Ces trains sont généralement tractés par des locomotives de classes J et L. En période hivernale de 1895 à 1899, le Rotorua Express circule trois fois par semaine dans les deux sens.

## Apogée

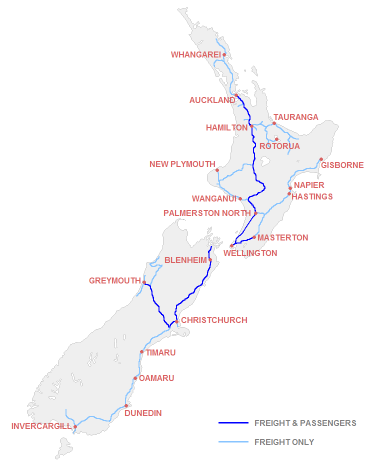
Réseau ferroviaire en Nouvelle-Zélande

Il devient rapidement l'un des plus prestigieux trains de Nouvelle-Zélande lorsque les voitures restaurants sont introduites en décembre 1903. Peu de services en Nouvelle-Zélande fonctionnent avec des voitures restaurants et Rotorua Express est le premier à être pris en charge par le Département des chemins de fer. Toutefois, les difficultés économiques imposées par la Première Guerre mondiale imposèrent le retrait définitif des wagons-restaurants 1917. Le voyage durant près de  7 heures et 40 minutes, pour atteindre Rotorua, un arrêt prolongé fut alors établi à la gare de Frankton pour permettre aux passagers de se restaurer. Le Rotorua Express se dote en 1925 de locomotives de classe A B plus puissantes que les précédentes. La vitesse des convois passe à 80 km/h, et la durée du trajet entre Rotorua et Auckland est réduite à 6 heures et 40 minutes. 
Le 5 mai 1930, le temps des arrêts ont été réduits dans les stations (Putaruru, Matamata, Morrinsville, Hamilton, Frankton Junction, Pukekohe et Newmarket) ce qui ramène la durée du trajet à six heures. À cette date le Rotorua Express devient un Limited express (en). C'est le premier train de voyageurs en Nouvelle-Zélande à utiliser de nouvelles voitures de 50 pieds avec des panneaux en acier et des vestibules fermés. 
Le service a été impliqué dans un accident avec une voiture le 25 octobre 1933, qui a tué l'agent de police James Shields. Le policier, dans l'exercice de ses fonctions, a été renversé au passage à niveau de Huntly  par une voiture qui avait été volée à Porirua, près de Wellington.
Le déclin de ce train s'amorce en novembre 1937, quand le service perdit le statut de Limited pour retrouver celui du Rotorua Express. La Seconde Guerre mondiale augmente les besoins en transports, ce qui induit un important volume de passagers. Les trains deviennent plus lourds, imposent le changement des locomotives A B par les locomotives plus puissantes des classes K puis J, suivies de la classe J A au début des années 1950.

## Déclin
C'est au cours des années 1950 qu'un service d'autorails est mis en place pour le remplacer, en utilisant des autorails de 88 places. Ces autorails circulent tous les jours, sauf le dimanche, et ils effectuent le trajet en 5 heures et  10 minutes, mais ils sont bien souvent confrontés à de sérieux problèmes mécaniques. Le 11 novembre 1968, leur utilisation est arrêtée, leur exploitation n'étant pas considérée comme rentable. Ils sont remplacés par les bus de la compagnie Services routiers des chemins de fer néo-zélandais afin d'assurer le trafic des passagers.
Ce n'est qu'en 1991 qu'un service régulier de trains de voyageurs est rétabli à Rotorua, lorsque le Geyserland Express (en) est mis en circulation.